# Испытание на растяжение
Испытание на растяжение (в сопротивлении материалов) — определение механических характеристик матариала: предела упругости, предела текучести и других.
Перед использованием любой новый материал должен пройти ряд испытаний, в том числе и механическое испытание на растяжение. Используют цилиндрические или плоские детали.
При испытании материалов на растяжение строят график зависимости приложенной силы и изменения длины образца или диаграмму растяжения: напряжение как функция деформации. На графике выделяют следующие нагрузки:
- Нагрузка, соответствующая пределу пропорциональности (P1). После этого предела график перестаёт изменяться по прямой пропорциональной зависимости.
- Нагрузка, соответствующая пределу упругости (P2), — наибольшая сила, при которой выполняется закон Гука.
- Нагрузка, соответствующая пределу текучести (Р3). После этого предела упругая деформация тела прекращается, и начинается пластичная (необратимая) деформация.
- Нагрузка, соответствующая пределу прочности (P4). При такой нагрузке испытуемый материал разрушается.

Испытания на растяжение
1. Предел пропорциональности σпц — отвечает напряжению, при котором отклонение от линейной зависимости между нагрузкой и удлинением достигает такой величины, что тангенс угла наклона, образованного касательной к кривой нагрузка-удлинение в точке Рпц с осью нагрузок увеличивается на 50 % от своего значения на упругом (линейном) участке.
2. Предел упругости а0,05 — напряжение, при котором остаточное удлинение достигает 0,05 % длины участка рабочей части образца, равного базе тензометра. Определяют предел упругости расчетным (по разгрузке и нагрузке) и графическим способами. При использовании способа нагрузки с допуском на величину полного удлинения (упругого + остаточного) образец после установки на него тензометра нагружают равными ступенями до нагрузки, соответствующей напряжению 70-80 % от предполагаемого предела упругости σ0,05. Дальнейшее нагружение проводят более мелкими ступенями с выдержкой не более 7 с.